# Propositions de Francfort
Les propositions de Francfort ou mémorandum de Francfort sont une initiative de paix conçue par le ministre des Affaires étrangères d'Autriche Metternich, en accord avec les souverains de la Sixième Coalition et proposée à Napoléon Ier en novembre 1813, après la défaite de ce dernier à la bataille de Leipzig. Elles ont pour objectif de trouver une issue diplomatique à la guerre. Faute de réponse satisfaisante de Napoléon, les Coalisés reprennent les hostilités.

## Contexte

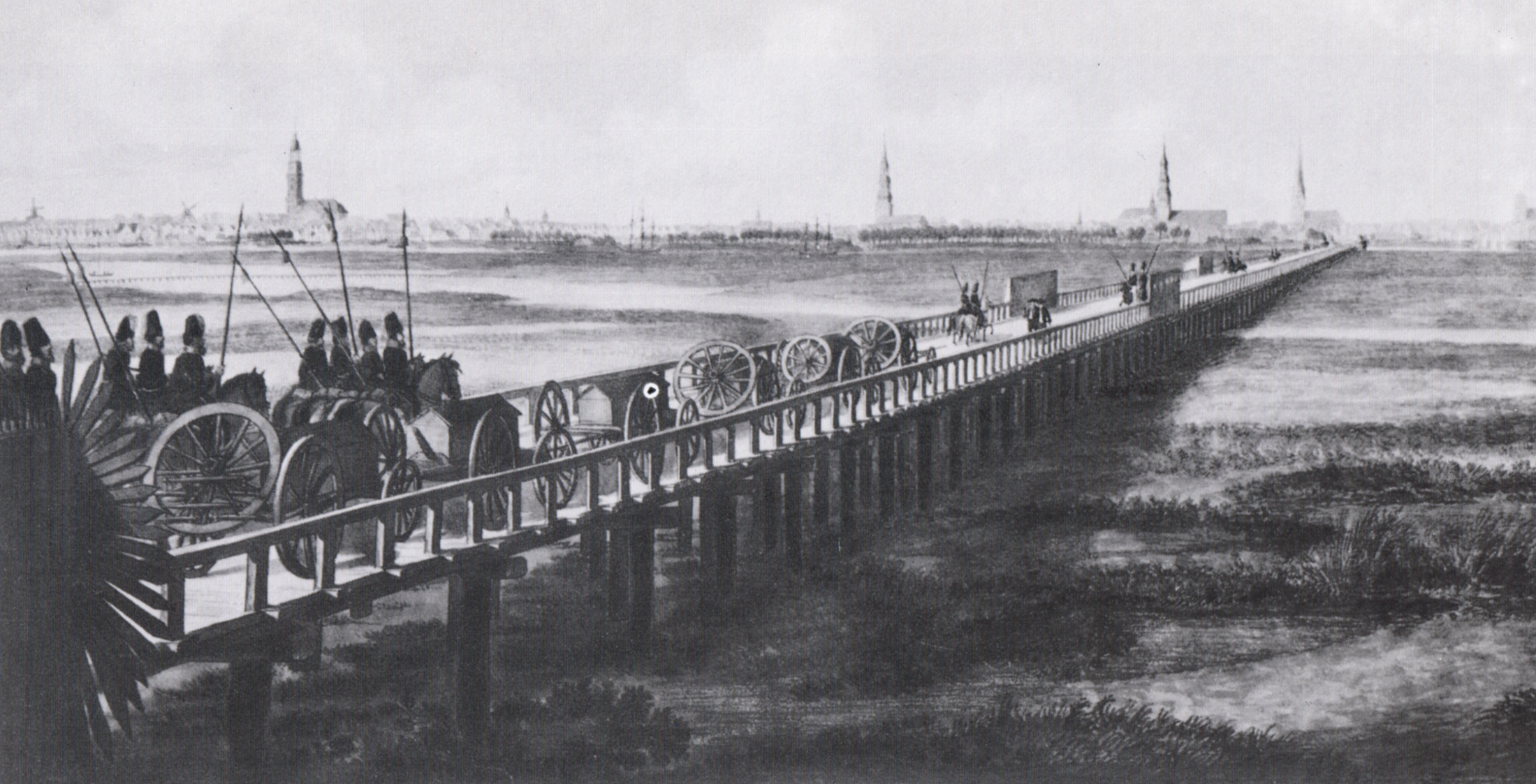
Les cosaques traversant l'Elbe devant Hambourg, v. 1813-1814.

À l'issue de la désastreuse campagne de Russie de 1812, Napoléon Ier rentre en Allemagne, puis en France, pour se préparer à la suite des hostilités contre l'Empire russe. Dès le 16 décembre 1812, le ministre autrichien des Affaires étrangères, Klemens Wenzel von Metternich, vient proposer à l'ambassadeur français Louis-Guillaume Otto une médiation autrichienne, qui permettrait une paix négociée. Otto estime la proposition sincère puisque l'empereur François Ier d'Autriche est l'allié et le beau-père de Napoléon. Cependant, l'offre n'a pas de suites. Au contraire, l'armée impériale russe avance en Pologne et province de Prusse-Orientale, obligeant les Français à se replier, et, le 28 février 1813, le tsar Alexandre Ier signe avec le roi  Frédéric-Guillaume de Prusse le traité de Kalisz qui fait entrer son royaume dans la guerre contre Napoléon. Celui-ci rejette les offres autrichiennes et, le 23 mars 1813, déclare devant le Sénat et le Corps législatif qu'il n'est pas question d'abandonner les territoires annexés à la France en Allemagne et en Italie :

« Aucun des territoires réunis à l'Empire par sénatus-consultes ne peut être séparé de l'Empire : ce serait comme une dissolution de l'Empire même ; Hambourg, Munster, Oldenbourg, Rome sont unis à l'Empire par des liens constitutionnels. Ils y sont donc unis pour jamais. »

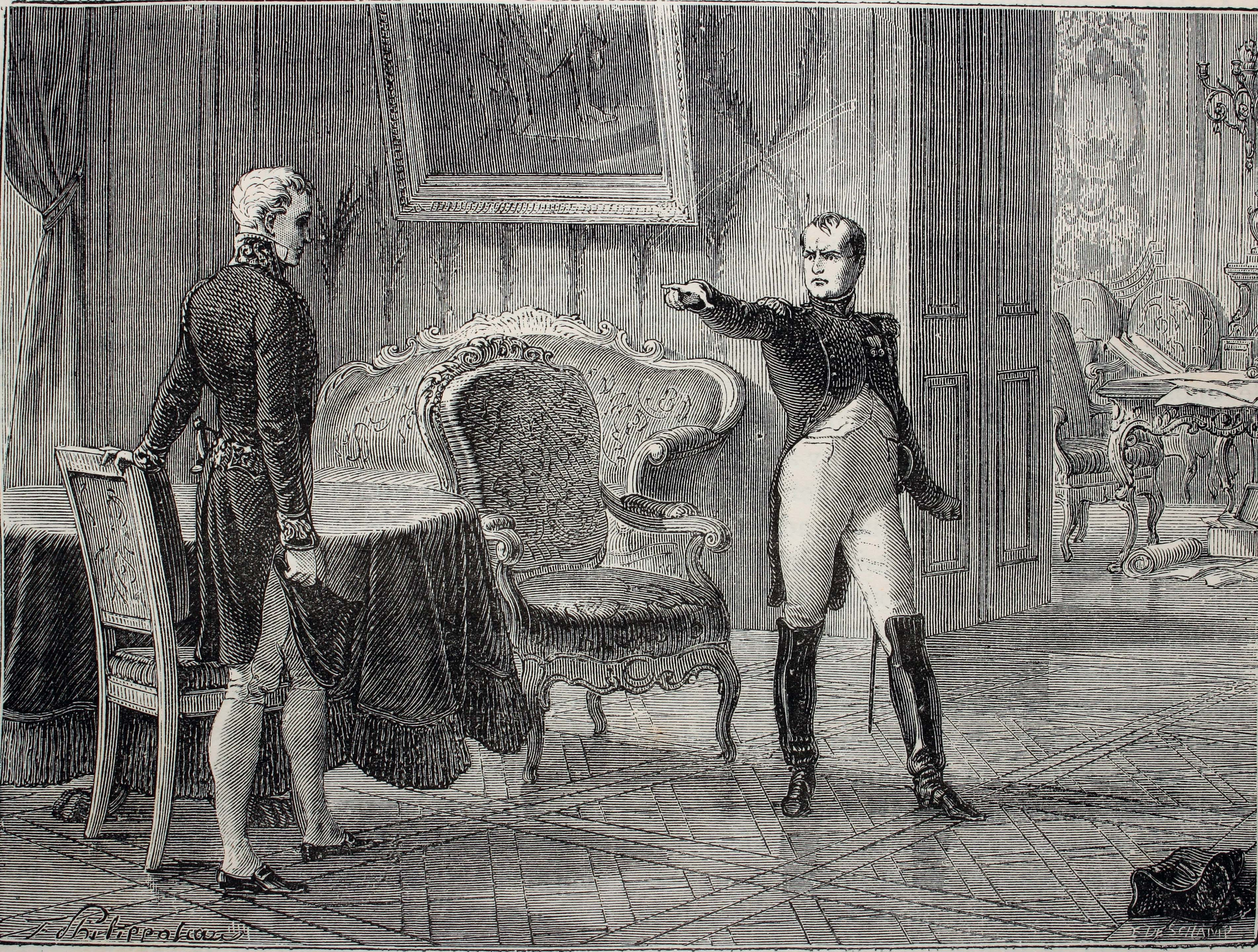
Dernière entrevue de Napoléon avec Metternich à Dresde le 26 juin 1813. Illustration de l'Histoire du Consulat et de l'Empire d'Adolphe Thiers, 1879.

Au début de la campagne d'Allemagne de 1813, l'Autriche reste neutre puisqu'elle redoute que les Coalisés, en appelant les peuples d'Allemagne et d'Europe à se soulever contre Napoléon, ne déclenchent des troubles révolutionnaires.
En avril 1813, Napoléon, par l'intermédiaire de son ambassadeur Narbonne, fait proposer à Metternich de donner Berlin et le Brandebourg au roi de Saxe, allié des Français, et de dédommager le roi de Prusse en lui offrant le duché de Varsovie qui servirait d'état-tampon entre l'empire napoléonien et la Russie : « Tous les intérêts sont conciliés, puisque tout le monde se trouve arrondi ». Cette offre, bien entendu, n'est pas acceptée.
En juin 1813, alors que les opérations militaires sont dans une impasse, l'Autriche convainc les deux camps de signer l'armistice de Pleiswitz. Au congrès de Prague, Metternich propose à Napoléon une paix générale s'il abandonne les territoires à l'est du Rhin, la Hollande, les dix-neuf cantons suisses, les Provinces illyriennes, l'Espagne et toute l'Italie au delà des Apennins. La trêve est prolongée jusqu'au 10 août, mais Napoléon finit par refuser. L'Autriche déclare la guerre à Napoléon, se joint à la Coalition et reçoit du Royaume-Uni un subside de 500 000 livres. Après des succès initiaux, la Grande Armée de Napoléon est battue à la bataille de Leipzig (16-19 octobre 1813) et doit se replier à l'ouest du Rhin en abandonnant 170 000 hommes dans les garnisons encerclées d'Allemagne et de Pologne, 100 000 malades dans les hôpitaux et 100 000 prisonniers.

## Propositions

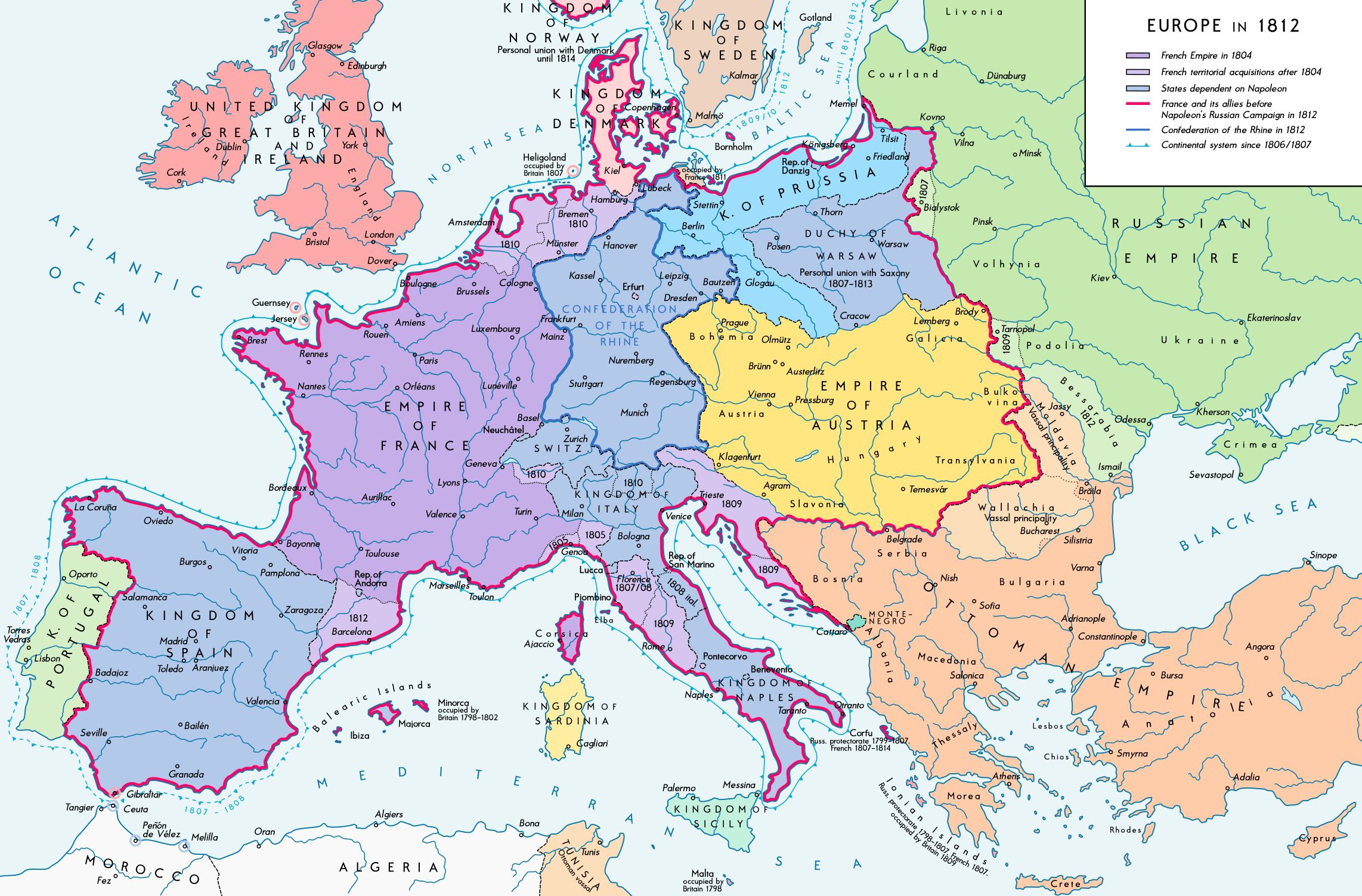
L'empire napoléonien en 1812.

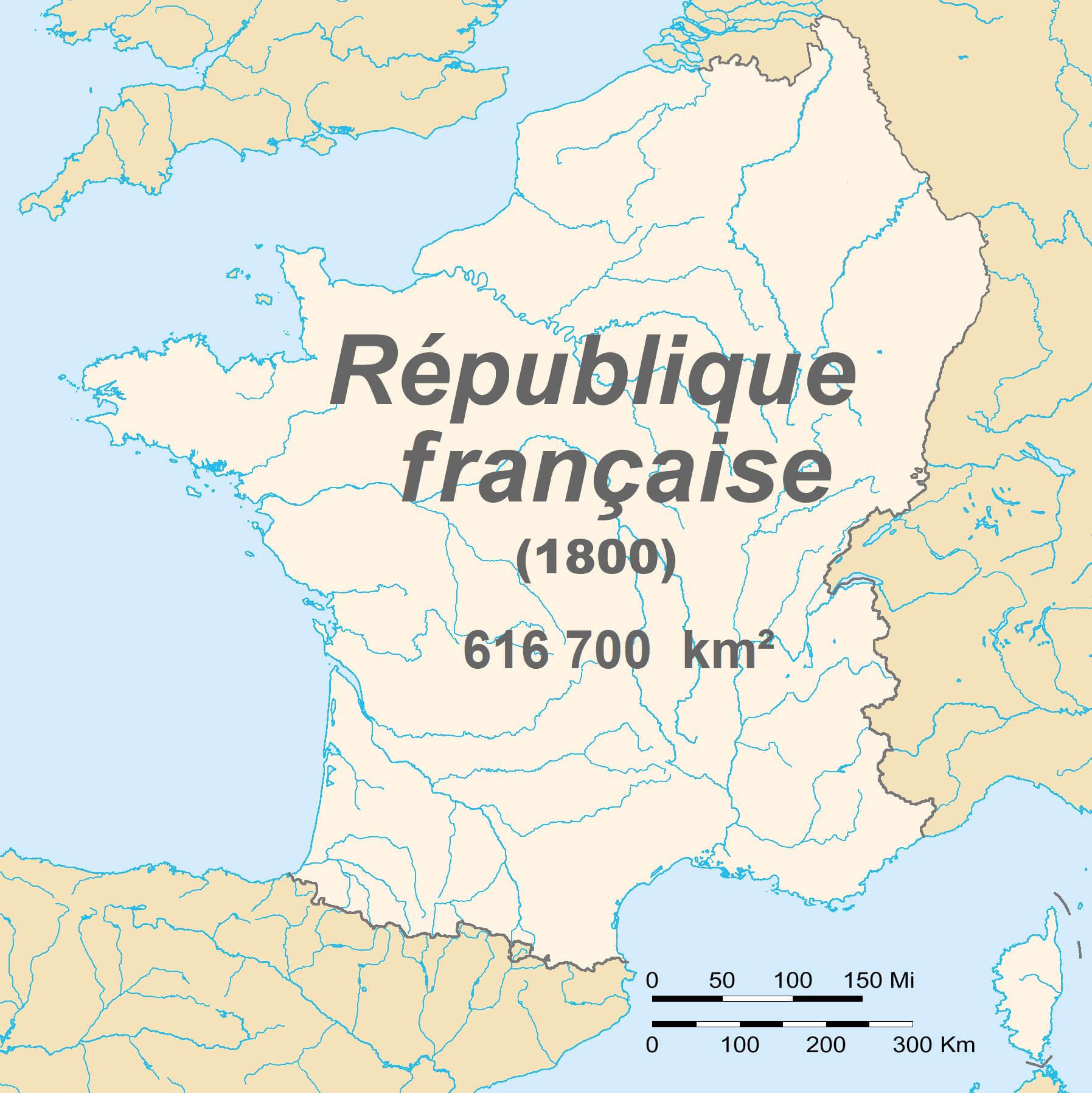
La République française en 1800. Les frontières de la France correspondaient alors aux frontières naturelles définies par les révolutionnaires français.

Le 9 novembre 1813, les représentants des puissances coalisées, le Royaume-Uni, la Russie, la Prusse et l'Autriche, se réunissent à Francfort, pour entériner le ralliement des États allemands de l'ancienne confédération du Rhin qui viennent se joindre à eux pour combattre Napoléon. Metternich lance alors une proposition de paix négociée qui laisserait à la France la Belgique et la rive gauche du Rhin. Il parvient à la faire accepter aux ministres de la Coalition. Lord Aberdeen, représentant britannique, donne son accord faute d'avoir compris les instructions de Castlereagh, ministre britannique des Affaires étrangères, qui voulait continuer la guerre jusqu'à l'abdication de Napoléon.
Ces propositions consistent à laisser à Napoléon son titre d'empereur des Français mais à réduire le territoire français à ce que les révolutionnaires considèrent comme la France dans ses frontières naturelles : les Pyrénées, les Alpes occidentales et le Rhin jusqu'à Rotterdam. La France maintiendrait alors son contrôle sur la Belgique, la Savoie et la Rhénanie, conquises et annexées durant les premières années des Guerres de la Révolution française. Elle renoncerait en revanche à ses conquêtes postérieures, incluant l'Espagne, la Pologne et les Pays-Bas et à la plupart de ses territoires italiens et conquêtes en Allemagne à l'est du Rhin. Il va sans dire que les autres membres régnants de la Maison Bonaparte devraient abdiquer.
Un diplomate français, le baron de Saint-Aignan, a été capturé en Saxe par les Russes en octobre. Metternich le fait venir à Francfort pour recevoir les propositions et les porter à Paris. Le ministre autrichien le rassure en lui affirmant que « personne n'en voulait à la dynastie de l'empereur Napoléon ». Le ministre russe Charles Robert de Nesselrode pense que Saint-Aignan a toutes les chances de réussir puisqu'il est le beau-frère d'Armand de Caulaincourt, duc de Vicence, conseiller de Napoléon et très apprécié des Russes. Napoléon se montre disposé à envoyer son ministre des affaires étrangères Maret, duc de Bassano, pour discuter des conditions de paix à Mannheim. Celui-ci, le 16 novembre, écrit à Metternich : « Une paix sur la base de l'indépendance de toutes les nations, tant sous le point de vue continental que sous le point de vue maritime, a été l'objet constant des désirs et de la politique de l'empereur ».
Puis, Napoléon se ravise et songe à envoyer Caulaincourt à Mannheim à la place de Maret. Dans le même temps, il négocie en secret avec l'Église en vue de restituer ses États au pape Pie VII et essaie d'en finir avec la guerre d'Espagne en dictant à Ferdinand VII, prisonnier en France, le traité de Valençay, ce qui lui aurait permis de ramener en France les 110 000 soldats français immobilisés dans la péninsule, mais cette tentative n'aboutit pas.
Le 4 décembre 1813, les Alliés coupent court aux pourparlers en lançant une proclamation publique où ils affirment avoir voulu faire la paix à des conditions modérées, ne réclamant que l'indépendance des peuples conquis par Napoléon, « les puissances confirmant à l'Empire français une étendue de territoire que n'a jamais connue la France sous ses rois ». Ce texte est aussitôt distribué en France à 20 000 exemplaires pour agir sur l'opinion publique, non sans succès. Le Corps législatif invite Napoléon à ne continuer la guerre « que pour l'indépendance et l'intégrité du territoire ».

## Conséquences

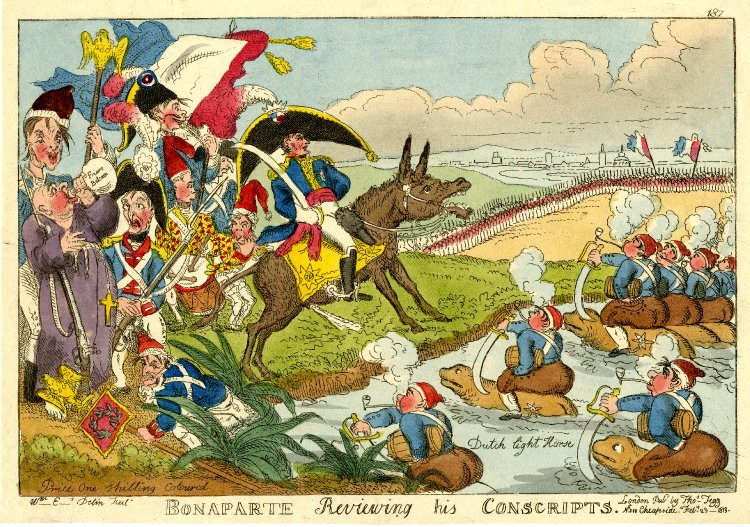
Napoléon passant en revue son armée lors de la mobilisation de 1813, caricature britannique, 1813.

En janvier 1814, Castlereagh rejoint les souverains coalisés à Bâle pour préparer la poursuite de la guerre. Discutant avec Metternich, il annule les concessions acceptées par Lord Aberdeen : il n'est plus question de ramener la France à ses « frontières naturelles » mais à ses « anciennes frontières », avant les guerres de la Révolution et de l'Empire. En outre, il demande la déposition de Napoléon et la restauration des Bourbons, alors que Metternich se serait volontiers accommodé du maintien de l'empereur.
En février 1814, alors que les armées de la Coalition envahissent la France, Napoléon accepte de négocier au congrès de Châtillon et ordonne à son ambassadeur Armand de Caulaincourt de discuter avec les Alliés sur la base des propositions de Francfort. Ceux-ci lui répondent qu'il n'est plus question des termes de Francfort, devenus obsolètes, mais de nouvelles conditions beaucoup plus défavorables qui ramèneraient la France à ses frontières de 1792. Caulaincourt doit quitter les négociations sans même avoir obtenu une suspension d'armes.
Les historiens sont partagés sur la valeur à accorder aux propositions de Francfort. À la suite de Napoléon lui-même dans son Mémorial de Sainte-Hélène, certains, comme Albert Sorel, n'y voient qu'une tromperie pour humilier la France, l'obliger à abandonner certaines de ses positions et saboter la mobilisation de 1814 à la veille de la campagne de France. Jean Tulard n'y voit que le point de départ d'une « habile campagne de propagande » à destination de l'opinion publique française, dans le but de présenter Napoléon comme seul responsable de la poursuite de la guerre. D'autres, comme J.-E. Driault, Harold Nicolson ou Andrew Roberts, pensent que Metternich souhaitait sincèrement la paix, par crainte d'un nouveau bouleversement de l'équilibre européen au bénéfice de l'Empire russe,,.